# 2C-E

Strukturformel

2,5-dimetoxi-4-etylfenetylamin, 2C-E, är en psykedelisk fenetylamin som framställdes först av Alexander Shulgin. 2C-E är upptaget på förteckningen över hälsofarliga varor i Sverige sedan 1 oktober 2004, och får därmed inte innehas.